# Dilem (Kemiri)
Dilem is een bestuurslaag in het regentschap Purworejo van de provincie Midden-Java, Indonesië. Dilem telt 1030 inwoners (volkstelling 2010).